# تصويرات خيالية للمعتلين نفسيا

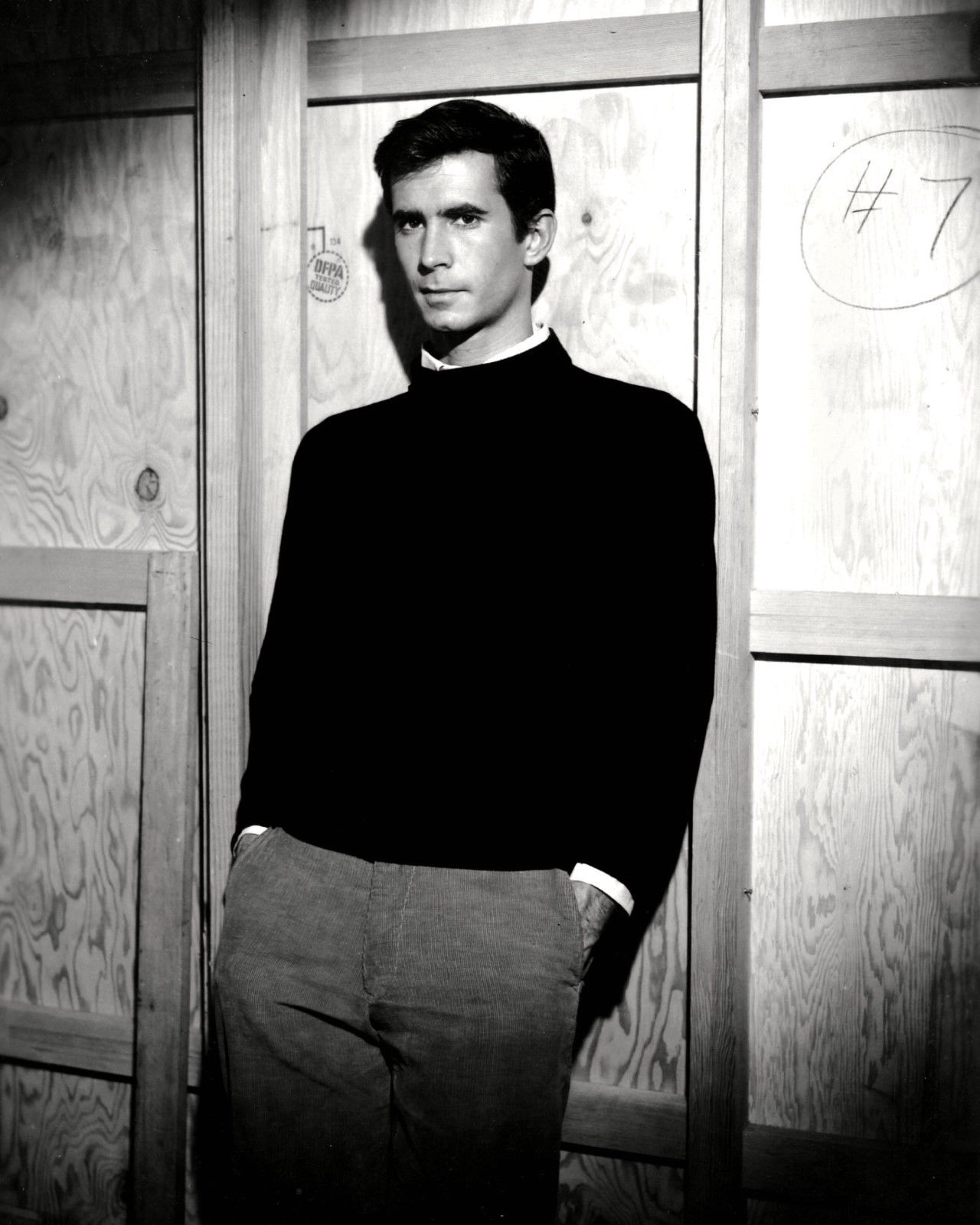
أنتوني بركنز في دور نورمان بيتس (سايكو)، شخصية مريضة نفسيًا خيالية بارزة

إن التصويرات الخيالية للمعتلين نفسيًا (السيكوباتيين) أو المعتلين اجتماعيًا (السوسيوباتيين) هي بعض أشهر التصويرات التي تظهر في الأفلام والأدب، ولكنها قد لا تتعلق إلا بصورة جزئية أو مبهمة بمفهوم الاعتلال النفسي (السيكوباتية)، وهو مصطلح يُستخدم بحد ذاته تبعًا لتعاريف متباينة من قبل محترفي الصحة العقلية، وعلماء الإجرام وغيرهم. قد تُقدم الشخصية على أنها مشخصة باعتلال نفسي أو اجتماعي (سوسيوباتية) أو مُقدرة إصابتها به ضمن العمل الخيالي ذاته، أو أثناء مناقشة مؤلفها لنواياها في العمل، ما قد يتيمز عن آراء الجمهور أو النقاد المبنية على شخصية يبدو أنها تُظهر خصالًا أو سلوكيات مقترنة بنموذج نمطي رائج غير مُحدد للاعتلال النفسي.
غالبًا ما تُصور هذه الشخصيات بكيفية مبالغ بها وتلعب عادة دور الشرير أو نقيض البطل، حيث يُستفاد من السمات العامة للسيكوباتي في تهوين الصراع والخطر. بسبب تفاوت التعاريف والمعايير في تاريخ السيكوباتيى عبر السنين واستمرارها بالتفاوت حتى الآن، ربما تكون العديد من الشخصيات في أفلام بارزة قد صُممت لتقع تحت تصنيف السيكوباتيين في وقت إنتاج الفيلم أو إطلاقه، لكن هذا لا ينطبق بالضرورة على السنوات التالية. ثمة عدة صور نمطية عن السيكوباتية في روايات كل من الأخصائيين والعامة لا تتداخل إلا جزئيًا وقد تنطوي على خصال متناقضة: المحتال الساحر، أو القاتل المتسلسل المضطرب، أو سيكوباتي الشركة الناحج، أو الجاني المزمن مُنخفض المستوى مع ماض من جُنوح الأحداث. يعكس المفهوم الشعبي خليطًا من الخوف من البُعبُع الخرافي، والافتتان بالشر البشري، وربما في بعض الأوقات الشعور بالحسد تجاه الأشخاص الذين قد يظهر أنهم يعيشون حياتهم غير مثقلين بنفس مستويات شعور الذنب أو الكَرَب أو عدم الطمأنينة.

## في القرن التاسع عشر
في القرن التاسع عشر، شقت فئات الهوس الأحادي أو الجنون الأخلاقي (كانت كلمة أخلاقي «moral» وقتها تعني إما أخلاقي أو عاطفي) التشخيصية طريقها إلى الأعمال الأدبية، وكانت تغطي العديد من الشذوذات، أو الوساوس أو الانهيارات، وفي بعض الأحيان أعمالًا إجرامية تبدو تافهة، عنيفة أحيانًا. شهدت هذه الفترة نشأة خيال الجريمة أيضًا كروايات الإحساس، حيث يوجد غالبًا شخص ما في مجتمع محلي يبدو أنه طبيعي ثم يتبين أنه معتوه إجراميًا، والروايات البوليسية، التي تلعب على المخاوف المتزايدة حول شخصيات الناس الذين يعيشون في المدن الصناعية حديثة التوسع والتنوع. دخل مصطلح «سيكوباتي» حيز الاستخدام في أواخر القرن التاسع عشر (كما فعل مصطلح «ذُهاني»، الذي غالبًا ما يُخلط بينهما)، وامتد أيضًا على نطاق واسع جدًا من الحالات (المكافئة اصطلاحًا وأصلًا لحالة «مريض عقلي»). ومع ذلك، أعقب استخدامه بزوغٌ مبكر إلى الساحة في محاكمة روسية أُجريت بين عامي 1883 و1885 تخص جريمة قتل طفل، وساهم في الإفراج عن مُعترف يُحتمل كذبه في حين أُعلن المُشتبه به الأصلي مذنبًا. بدأ «السيكوباتيون» بالظهور في الفودفيلات، والأناشيد (الأغاني) ومقالات الصحافة. تواردت الأخبار عالميًا أن الدفاع السيكوباتي قد منح قاتلة أطفال عديمة الرحمة الحرية، وهذا استخدام ما زال يُقتبس في القواميس اليوم.
صُور مفهوم «المُنحطين» أيضًا في الخيال الشعبي في القرن التاسع عشر وصولًا إلى أواسط القرن العشرين، بطرق مشابهة لاستخدامات مفهوم السيكوباتي المعاصر في بعض الأحيان، واستُشهد به في أحيان أخرى باعتباره مسببًا للسيكوباتية. انحط المفهوم إلى مستوى الخِزي وكان ذلك جُزئيًا بسبب استخدام النازيين له لتبرير قضائهم على مناوئيهم.

## في القرن العشرين

### أوائل القرن العشرين
ضاق المعنى تدريجيًا، استُخدم في البدء بمعنى «الوضعاء السيكوباتيين» مغطيًا كل ما يمكن تسميته اليوم اضرابات الشخصية وشتى الحالات الأخرى، ثم تشابك مع اصطلاح «معتل اجتماعي» (وفي نهاية المطاف اضطراب الشخصية المعادية للمجتمع)، مع بقاء السيكوباتية متعددة التعاريف في كلا الاستخدامين الواسع والضيق.
غالبًا ما رُسمت شخصيات السيكوباتيين في تمثيلات الأفلام الأولى على أنهم أشخاص ساديين، ومتقلبين، ومنحرفين جنسيًا، ومضطربين عاطفيًا (مهووسين) لديهم نزعة عارمة للانخراط في العنف والدمار العشوائي، ترافقهم عادة سلسلة من التكلّفات الغريبة مثل القهقهة، أو الضحك، أو تشنجات الوجه. حتى أواخر خمسينيات القرن العشرين، حيث كانت عادة الأعراف السينمائية أن تحيل السيكوباتي إلى أدوار من صنف الأشرار مثل رجال العصابة، والعلماء المخبولين، والأشرار الخارقين وكثير من أنماط المجرمين الشاملين. من الأمثلة على هذا النمط: بينكي براون (ريتشارد أتينبورو) في فيلم صخرة برايتون، وتومي أودو (ريتشارد ويدمارك) في فيلم قبلة الموت، وكودي جاريت (جيمس كاغني) في فيلم حرارة بيضاء، وأنتونيو «توني» كامونتي (بول موني) في نسخة عام 1932 من فيلم صاحب الندبة. أُشير إلى مثليي الجنس أيضًا على أنهم سيكوباتيين تحت التعريف واسع النطاق الذي كان مستخدمًا وقتها؛ لكن الجمعية الأميركية للأطباء النفسيين صنفتهم في دليلها التشخيصي والإحصائي الأول للاضطرابات النفسية في عام 1952 تحت فئة «اضطراب الشخصية السوسيوباتي».
من التصويرات الاستثنائية في هذه الفترة كانت شخصية قاتل الأطفال هانز بيكيرت (بيتر لور) في فيلم إم لفريتزر لانغ عام 1931. صور لور بيكيرت على أنه رجل عادي ظاهريًا تُعذبه نزعة عارمة لقتل الأطفال بصورة شعائرية. أُطلق فيلم ألماني (يُزعم أنه مبني على حياة القاتل المتسلسل بيتر كورتين) في أمريكا عام 1933 واعتُبر إشارة إلى نقطة تحول في تصويرات وسائل الإعلام الأمريكية للسيكوباتيين. حتى ثلاثينيات القرن المنصرم، جرت عادة الأطباء النفسيين أن يطبقوا التشخيص على الذكور العاطلين عن العمل أو النساء «الشبقات»، لكن تضافرت عدة نزعات نفسانية وثقافية واقتصادية، إلى جانب الذعر من الجرائم الجنسية، وحولت السيكوباتي الدارج إلى مجرم ذكر عنيف أو منحرف جنسيًا، يشكل تهديدًا للأبرياء والأدوار الجندرية والنظام الاجتماعي.
تُعتبر شخصية أوستاب بيندر من روايتي الكراسي الاثنا عشر والعجل الصغير الذهبي بقلم المؤلفين إلف وبيتروف تصويرًا للسيكوباتي الساحر أيضًا.
وُصف ليني سمول من رواية فئران ورجال القصيرة، الذي كان متخلفًا عقليًا، بأنه يفتقر للضمير أو الحس الأخلاقي أيضًا، وهذا تعريف شائع للسيكوباتي. وغالبًا ما يُعزى عجزه عن الابتعاد عن المشكلات لهذا السبب.